# Stefánia Palota
A Stefánia Palota egy, a 19. század végén neobarokk stílusban épült egykori úri kaszinó Budapest XIV. kerületében, a Stefánia úton. 1947 óta a Magyar Honvédség (illetve a Magyar Néphadsereg) tulajdonában áll a szomszédos Honvéd Kulturális Központtal, amivel Stefánia Palota és Honvéd Kulturális Központ néven egyetlen intézményt alkotnak. 1893–1895 között épült Meinig Artúr tervei alapján neobarokk stílusban és eredetileg Park Clubnak hívták. Az épület mai nevét 1993 óta viseli.

## Története
Báró Atzél Béla kezdeményezésére a legfelsőbb főúri körök Eszterházy Mihály gróf vezetésével az 1890-es évek legelején egy társaságot alakítottak azzal a céllal, hogy a főúri rendnek is legyen egy hozzá méltó nyári társasági helyszíne a Margit-szigeten kívül is.

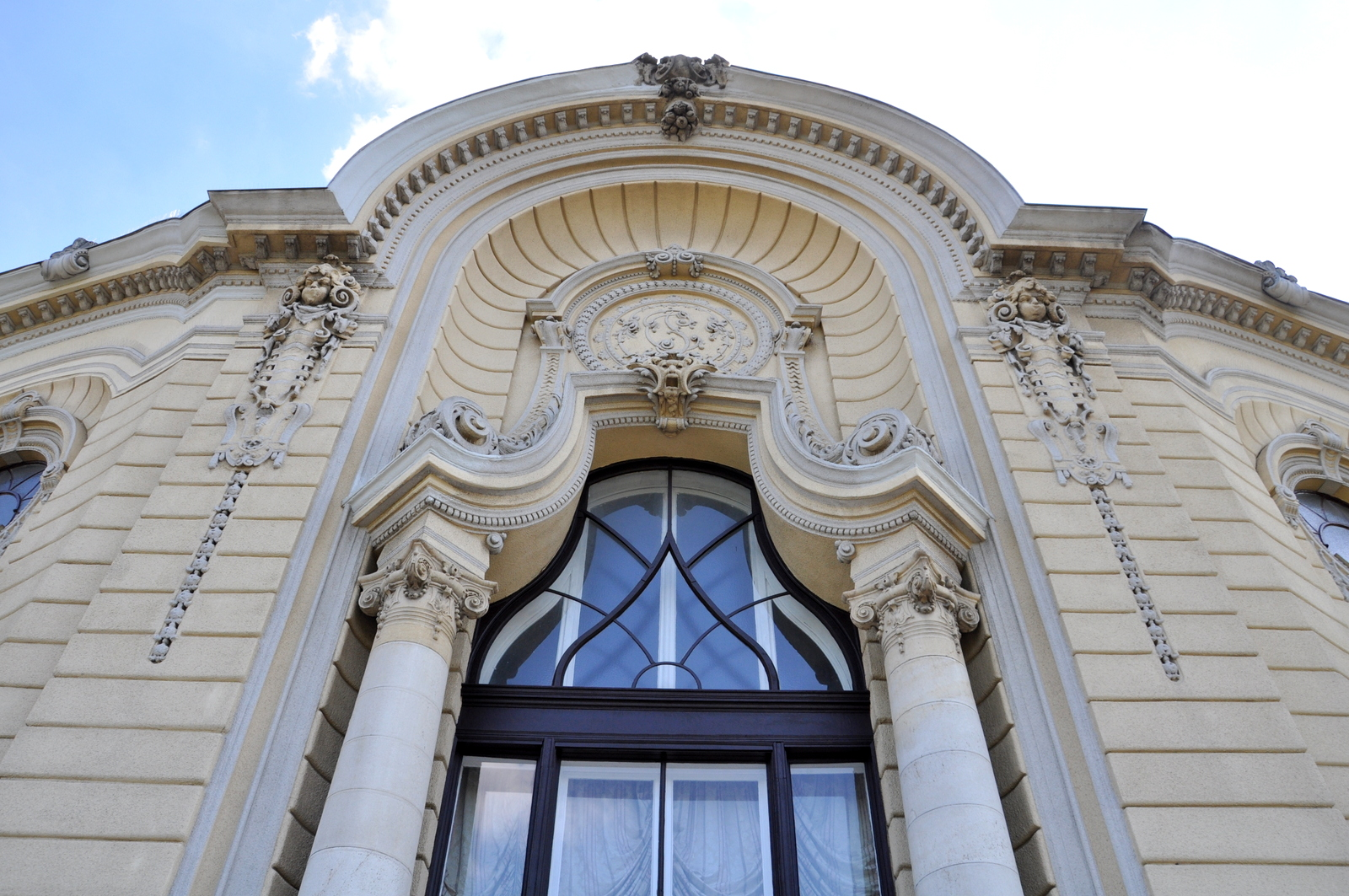
Az egykori nagyterem főbejárata feletti homlokzat

A félmillió osztrák–magyar forintos tőkéből közvetlenül a Városliget szomszédságában néztek ki egy helyet a már akkor is forgalmas és persze közlekedési szempontból is kiváló Stefánia út mentén. Itt összesen hat holdnyi telket tudtak megvásárolni 120 ezer forintért, amin 1893 áprilisában meg is indult az építkezés.
A Park Club névre keresztelt épületet Meinig Artúr német származású, de szinte kizárólag Magyarországon tevékenykedő építész tervezte. Ünnepélyes megnyitója 1895. május elsején volt.
A kor változásait követve a főúri kaszinó mindinkább az ipari mágnások találkahelyévé is vált. A második világháborúban súlyos károkat szenvedett. A kommunista fordulat után mint annyi mindent, ezt is államosították és a Magyar Néphadsereg kezelésébe adták üdülési-kulturális célzattal. 1952-től kezdve egészen az 1980-as évekig különböző színjátszókörök működtek benne. 
Közvetlenül mellette épült fel az 1979-ben átadott Honvéd Kulturális Központ, amivel 1993 óta jogilag egyetlen intézményt alkotnak Stefánia Palota és Honvéd Kulturális Központ néven. A háború utáni teljes rekonstrukciója 1965-ig váratott magára. 1978-ban az egykori főúri kaszinótermet, amihez az emeleti terasz kapcsolódott színházteremmé alakították át. Ennek megnyitója 1978. június 1-jén volt.
A rendszerváltás után a Magyar Honvédség tulajdonában maradt, ami mind a mai napig kezeli az épületet, illetve az azt működtető intézményt.

## Leírása
Egy emeletes, magas és tágas belső térrel, széles erkélyekkel, tágas lépcsőkkel, a kor főúri ízlésének mindenben megfelelő elrendezésben épült meg neobarokk stílusban. Mind külső, mind belső kialakításában törekedtek arra, hogy már ránézésre látható legyen, a legfelsőbb társadalmi osztály kényelmére és szórakozására szánt épületről van szó.
Főhomlokzata a Stefánia útra néz. A manzárd tetős középrészen található a nagyterem, ami arányait tekintve nagyobb, mint a Pesti Vigadó kisterme; hossza huszonegy, szélessége tizenhárom, magassága pedig tizenegy méter. A Stefánia út felől ehhez kapcsolódik a főerkély, amihez három hatalmas ajtós ablakkal kapcsolódik. Az erkély körben végig fut az emelet körül, a palota két szélén tágas kiugrókkal, hogy legyen lehetőség a szabadtéren is időzni anélkül, hogy ehhez le kéne menni a földszintre. A nagyterem másik fele a mai Zichy Géza utca (építésekor még Pálma utca) felé néz, pontosabban a telek ezen részén kialakított télikertre. A kocsibehajtót is erre az oldalra tervezték meg, a Stefánia út felől eredetileg csak gyalogosan lehetett bejutni.
Az erkélyre mindkét oldalt széles lépcsősor vezet fel. 

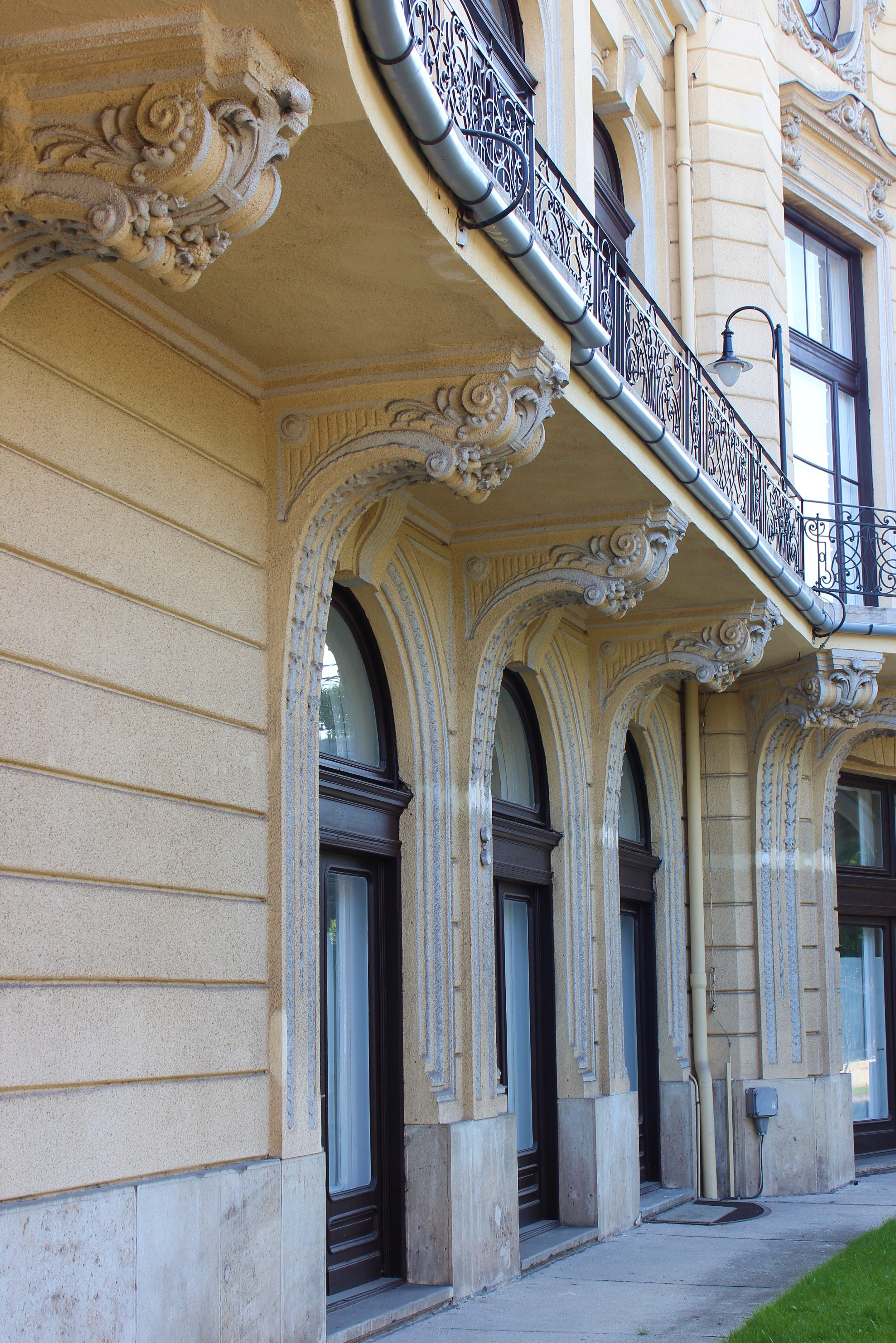
A földszinti rész a Stefánia út felől

Az épület jobb szárnyában négy férfi, a bal szárnyában pedig három női öltözködőszobát alakítottak ki.
A földszinten a Stefánia út felől egy hat oszlopon nyugvó, félkör alakú nyitott előcsarnok van a nagy erkély alatt. Innét lehet a belső lépcsőcsarnokhoz feljutni. Ezen kívül még öt kisebb terem volt a földszinten, amik fogadó-, ebédlő-, kávézó-, biliárd, illetve olvasótermek (régies szóhasználattal szalonok) voltak.
Berendezését tekintve követte a megjelenését; igyekeztek a legteljesebb főúri pompával ellátni mind a bútorokat, mind a falakat. Az összes szobát márvány borítja és leginkább az ötletgazda Atzél Béla ízlésvilágát (az meg a kor fényűző nagyúri világát) tükrözte, odafigyelve minden részletre a függönyöktől a gobelineken át a szobrokig, asztalokig, székekig és egyéb berendezési tárgyakig.
Angol mintára a kiszolgáló személyzetnek díszes melléképületet emeltek, ahol lakhattak. Itt volt a konyha, a borospince lejárata, valamint a többi szükséges helyiség is kialakítva.
Az épület eredetileg gőzfűtéses volt és a korban még újdonságnak és így ritkaságnak számító elektromos árammal működő lámpákkal világították be.
A hat hektáros telek fennmaradó részén egy főúri parkot alakítottak ki, benne egy ötszáz négyzetméter felületű tóval, amit egy mesterséges vízesés táplált. A tó közepén még egy apró sziget is helye kapott. Nyaranta csónakázni is lehetett rajta. A park északi részén egy mesterséges cseppkőbarlangot emeltek, a vízesés is innét hullt alá. 
Egyéb részein az akkoriban szintén újnak számító tenisz (pontosabban akkoriban „lawn tennis”) számára három pályát alakítottak ki, illetve egy tekepályát valamint egy lövőházat.